# Litiumbatteri

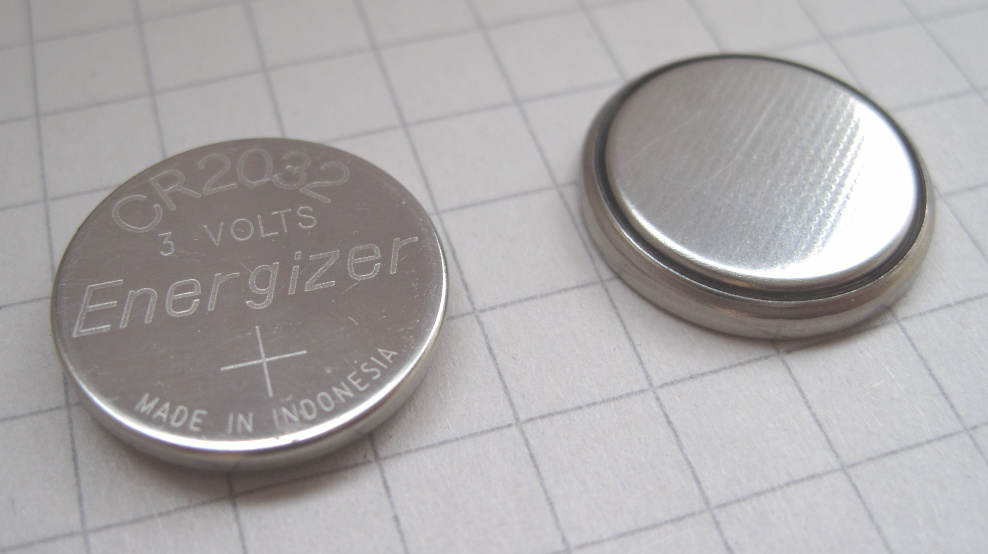
En knappcell typen CR2032 är ett litiumbatteri.

Ett litiumbatteri är ett batteri som innehåller bland annat litium i metallisk form.
Litiumbatterier har högre energitäthet än alkaliska batterier och brunstensbatterier och har normalt dubbelt så hög nominell cellspänning (3,0 eller 3,6 V). Litiumbatterier förekommer bland annat som cylindriska battericeller till kameror, och som knappceller till exempelvis ur. Litiumbatterier har högt energiinnehåll och kan avge brännbara gaser, eller till och med fatta eld om de kortsluts.